# Casa y huerta de Juan Fernández

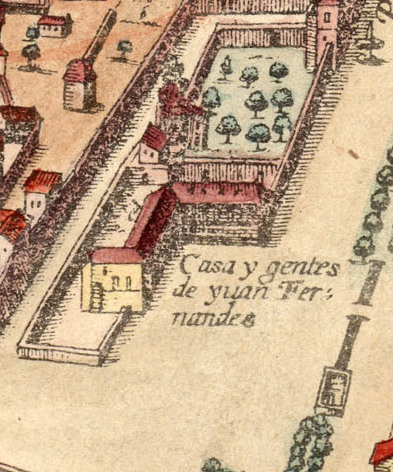
La propiedad bajo el nombre de Casa y gentes de yuan fernandez en el Plan de Mancelli (1623).

La casa y huerta de Juan Fernández fue una posesión de recreo en el paseo del Prado, en el lugar donde hoy se levanta el Palacio de Buenavista.

## Historia
El origen de la finca se encuentra en la conocida como Huerta de Barragán. Esta propiedad lo había sido de Álvaro Barragán (-1591) y de su mujer Juana de Zamora. Posteriormente pasó a los hijos de este matrimonio Alonso, Juana, Juan y Hernando, que la venderían a Juan Fernández en 1614. Juan Fernández encargó las obras en 1617 a Juan Gómez de Mora, arquitecto del rey.
Hacia 1618 el Ayuntamiento de Madrid compró parte de la posesión para permitir la regularización del prado de Recoletos que también estaba realizando también Juan Gómez de Mora. En 1619 Juan Fernández encargó distintas obras para ampliar la vivienda existente, así como para mejora de las tapias, puertas y ventanas de la posesión.
La propiedad fue representada por Mancelli en su plano de Madrid, bajo el rótulo Casas y gentes de yuan fernandez.
El 22 de mayo de 1624, Juan Fernández amplió la posesión primitiva, mediante la compra de la conocida como huerta de José Dorado, llamada así por el nombre de su propietario desde 1557. Antes de esta fecha, esta huerta había sido propiedad de la familia Brazar, habiendo sido conocida como Huerta de los Brazares.
Hacia 1626 Tirso de Molina escribió una comedia titulada La Huerta de Juan Fernández, posiblemente con la ocasión de un matrimonio cuya fiesta posterior se celebraba en la posesión. Según Luis Vázquez, el motivo de la comedia es el segundo matrimonio de Juan Fernández en ese año.
El 28 de mayo de 1630, Felipe IV y su familia visitaron la propiedad, comiendo en ella.

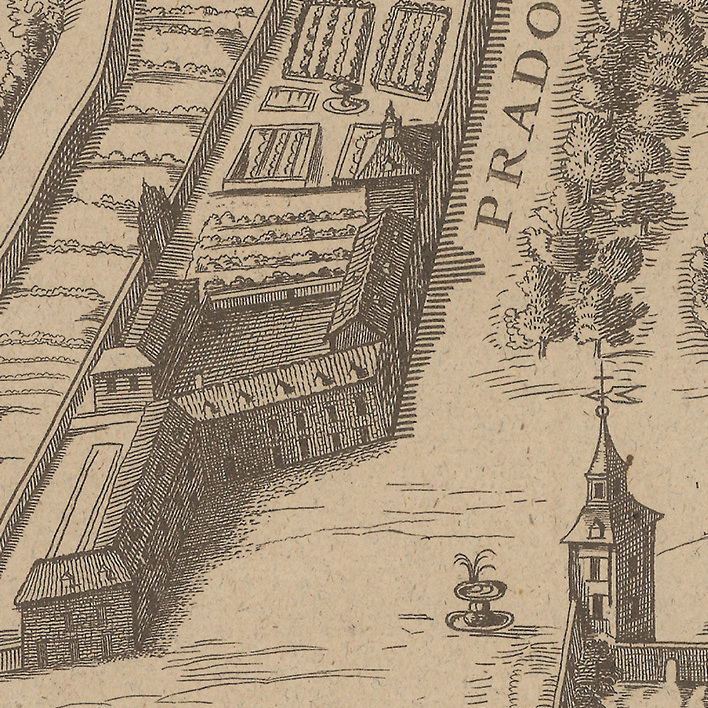
La posesión en el Plano de Teixeira (1656).

En 1635 se vendió al conde de Salinas. Después, en 1723 a Nicolás de Francia. Este último destruyo la vivienda anterior y encargó una nueva a Manuel López Corona. En 1760 la reina madre Isabel de Farnesio contempló desde la casa la entrada de su hijo Carlos III en Madrid como flamante rey de España. Con este motivo, se concedió a su propietario el tradicional privilegio de colgar cadenas en la puerta principal de la casa. Finalmente, en 1806 fue comprado por Diego Godoy, hermano del valido.

## Descripción
De acuerdo con Concepción Lopezosa, la casa siguió la tipología utilizada por Juan Gómez de Mora. Se construyó siguiendo el tradicional aparejo toledano y contaba con torres con chapiteles.
Siguiendo a esta autora, el elemento más característico de la construcción fue la galería columnada con estatuas en nichos en las paredes que se abría tanto al Prado de los Recoletos como al jardín de la posesión. Se trataba de un espacio en el que Juan Fernández disponía su colección de esculturas para reforzar su prestigio. Además, la propiedad tenía un oratorio y una sala conocida como de cielo raso, decoradas ambas con pinturas murales.
El jardín tenía grutas, esculturas y fuentes; y se consideraba uno de los más amenos del Madrid de su época.
La casa contaba con una importante vista sobre el paseo del Prado.

### Individuales
1. ↑  Gascón de Torquemada, Gerónimo (1991). «Mayo de 1630». Gaçeta y nuevas de la Corte de España desde el año 1600 en adelante. RAMHG. p. 313. ISBN 978-84-600-7855-5. Consultado el 17 de abril de 2022.